# Albert Lippmann
Albert Lippmann (* 19. Jahrhundert; † 20. Jahrhundert) war ein französischer Tennisspieler.

## Biografie
Lippmann nahm an den Olympischen Sommerspielen 1900 in Paris am Tenniswettbewerb teil. Er nahm dabei nur am Einzel teil, wo er in der ersten Runde von seinen Landsmann Paul Lecaron deutlich geschlagen wurde – er verlor 0:6 und 1:6. Sonst ist nichts über Lippmann bekannt.